# Анхиал (герой)
Анхиа́л (др.-греч. Ἀγχίαλος) — герой греческой мифологии, царь мифического народа тафийцев, отец Мента. Упоминается в «Одиссее» как близкий друг Одиссея.

## Мифология
С Анхиалом Гомер нас знакомит в песни Первой «Одиссеи», когда под видом сына Анхиала Мента к Телемаху, сыну Одиссея, является богиня Афина и даёт ему наставления, как поступать в тех сложных жизненных обстоятельствах, в которых он оказался.
Из слов Афины, представшей перед Телемахом в образе Мента, мы узнаём, что Анхиал — царь Тафоса, что повелевает он «веслолюбивыми тафийцами», которые прославились как отличные мореходы, что он, как и его сын Мент, — старые друзья Одиссея. Судя по рассказу, однажды Одиссей задумал приобрести смертоносного яду для пропитки своих стрел. С этой целью он на своём быстроходном корабле прибыл в Эпир к царю Илу, сыну Мермера. Однако Ил отказал Одиссею в просьбе, сославшись на то, что распространять яд — дело богопротивное, а потому он, опасаясь прогневить небеса, не может пойти своему гостю навстречу. Тогда Одиссей обратился с такой же просьбой к Анхиалу, и тот ему не отказал. По великой дружбе с ним он вдоволь наделил Одиссея ядом.
Видимо, Анхиал был знаком с Одиссеем уже давно, раз Гомер использует слова «великая дружба». Мент же, сын Анхиала, в образе которого вещала Телемаху Афина, в тот раз повстречал Одиссея впервые.